# 진우영
진우영(2001년 2월 5일 ~ )은 KBO 리그 LG 트윈스의 투수이다.

## LG 트윈스시절
2024년 신인 드래프트 4라운드 전체 38번으로 입단하였다. 2024년 4월 9일 KIA와 경기에서 1군 데뷔하였다.

## 출신 학교
- 성동초등학교
- 글로벌선진학교